# Blánatcovité
Blánatcovité (Hymenophyllaceae) je jediná recentní čeleď řádu blánatcotvaré (Hymenophyllales). Jsou to vesměs drobné a jemné kapradiny s oddenkem protostélické stavby. Jejich listy jsou jednoduché, nebo až 4x zpeřené, připomínají fyloidy mechů. Čepel listů je většinou jednovrstevná a neobsahuje žádné průduchy. Sporangia jsou uspořádána na sloupku, který je vlastně pokračováním listové žilky.

## Popis
Zástupci čeledi blánatcovité jsou nevelké kapradiny dorůstající velikosti obvykle 1 až 40 cm. Rostou na zemi, na skalách nebo jako epifyty. Oddenky jsou vzpřímené nebo dlouze plazivé, někdy i rozvětvené, nitkovité až tlusté, často pokryté chlupy, s kořeny nebo bezkořenné. V oddencích je jediný centrální cévní svazek (protostélé). Sterilní a fertilní listy jsou stejné nebo odlišné. V pupeni jsou listy spirálovitě stočené nebo nikoliv. Čepel listů je velmi tenká (mezi žilkami má obvykle tloušťku jen jedné buňky, řidčeji až 3 buněk), bez průduchů, celistvá až složená, lysá nebo různým způsobem chlupatá. Žilky jsou volné, větvené nebo nevětvené.
Výtrusnice jsou ve výtrusnicových sloupcích vytvářejících se na koncích listových žilek a krytých kuželovitou až dvouchlopňovou ostěrou. Prstenec výtrusnic je nepřerušený. Gametofyt je nadzemní, zelený, nitkovitý nebo hřebenitý.

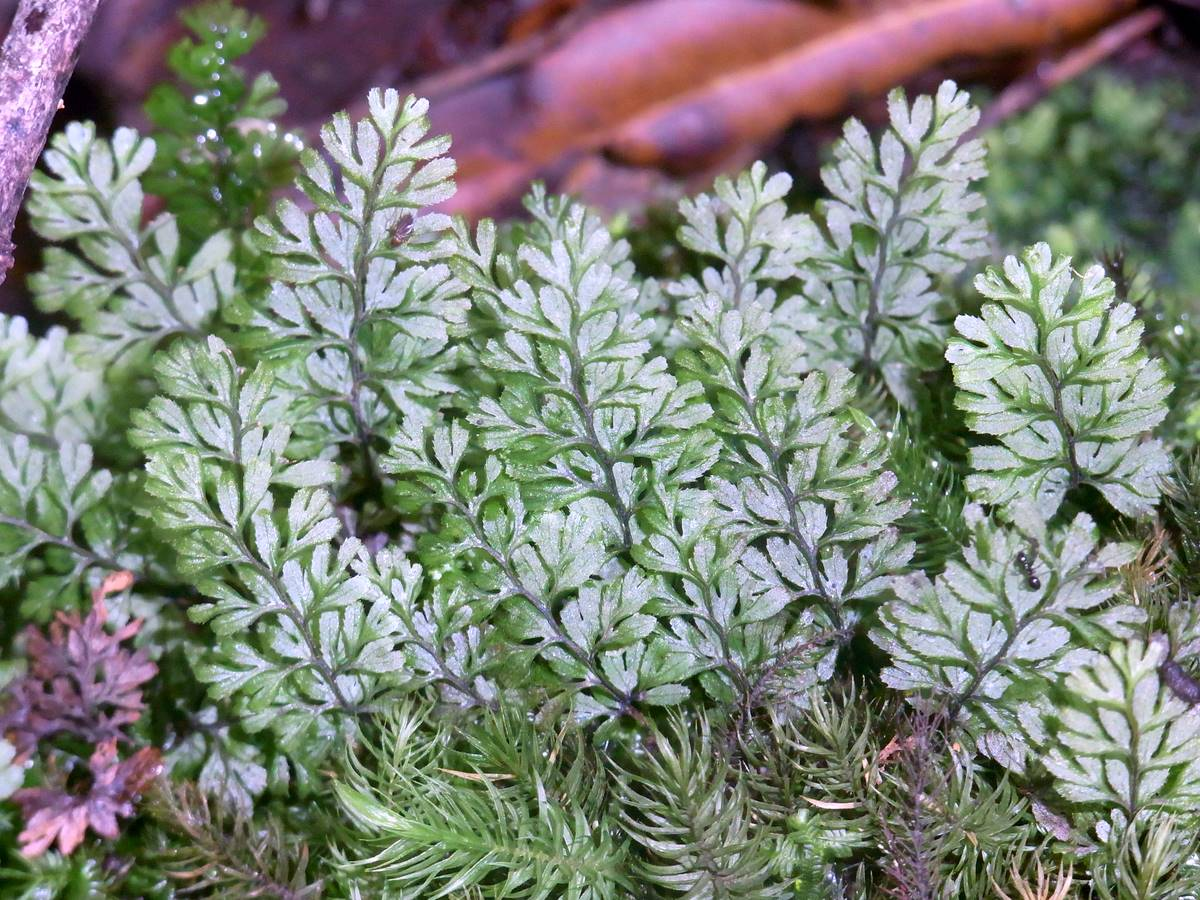
Blánatec Hymenophyllum cupressiforme
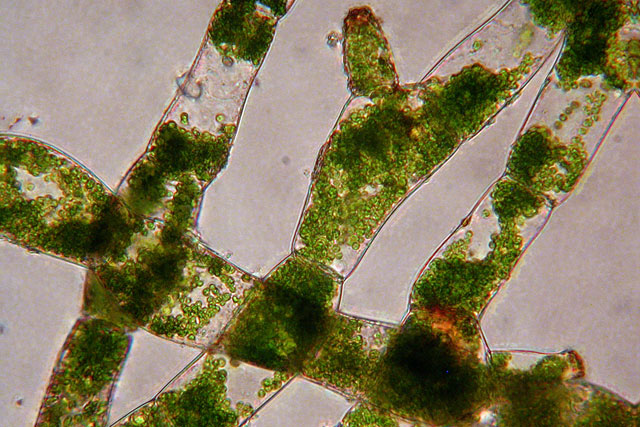
Makrofoto gametofytu vláskatce Trichomanes intricatum
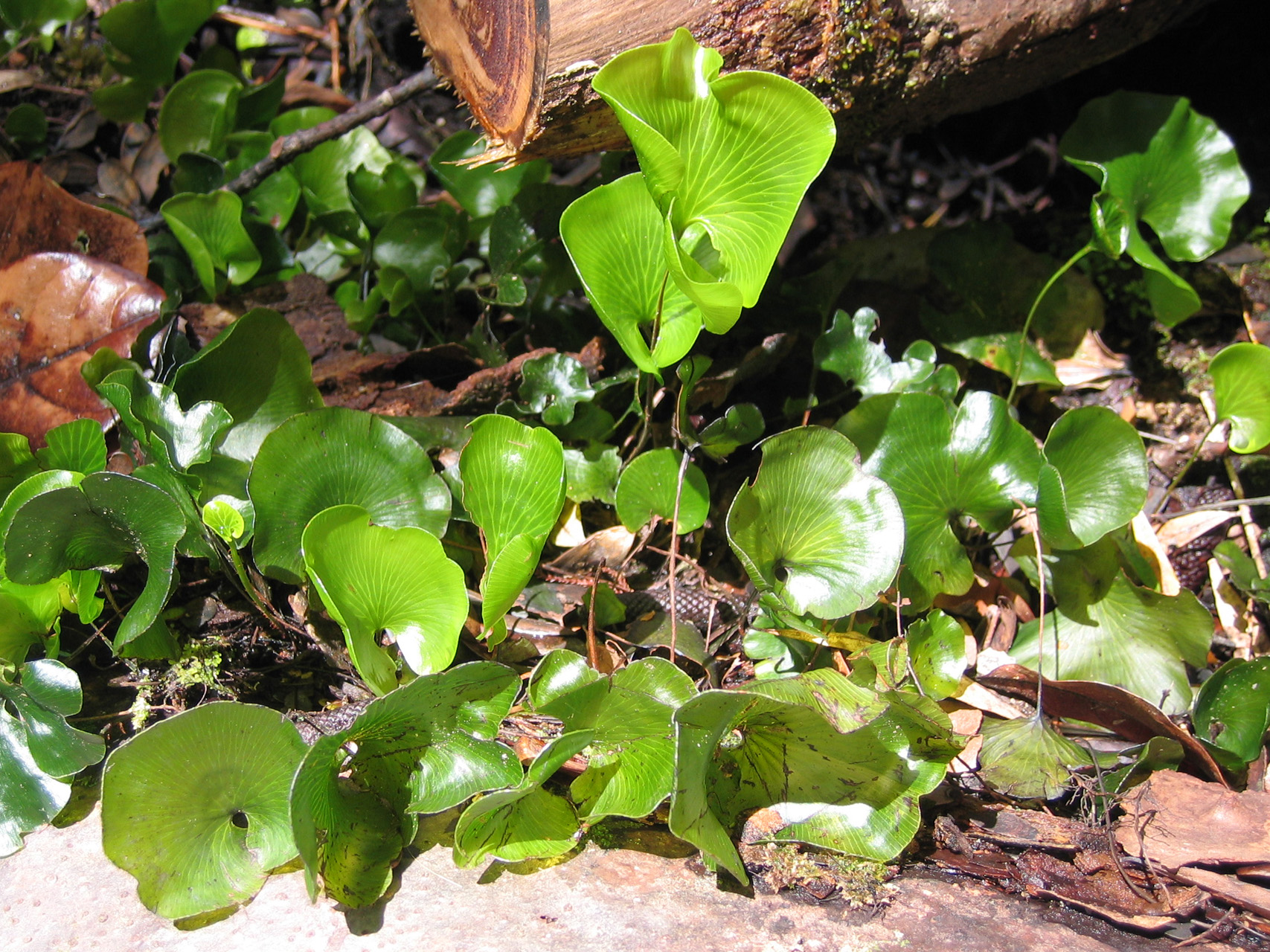
Vláskatec Trichomanes reniforme
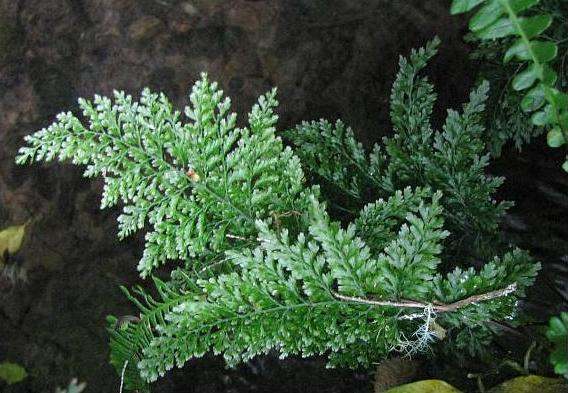
Vláskatec Trichomanes speciosum
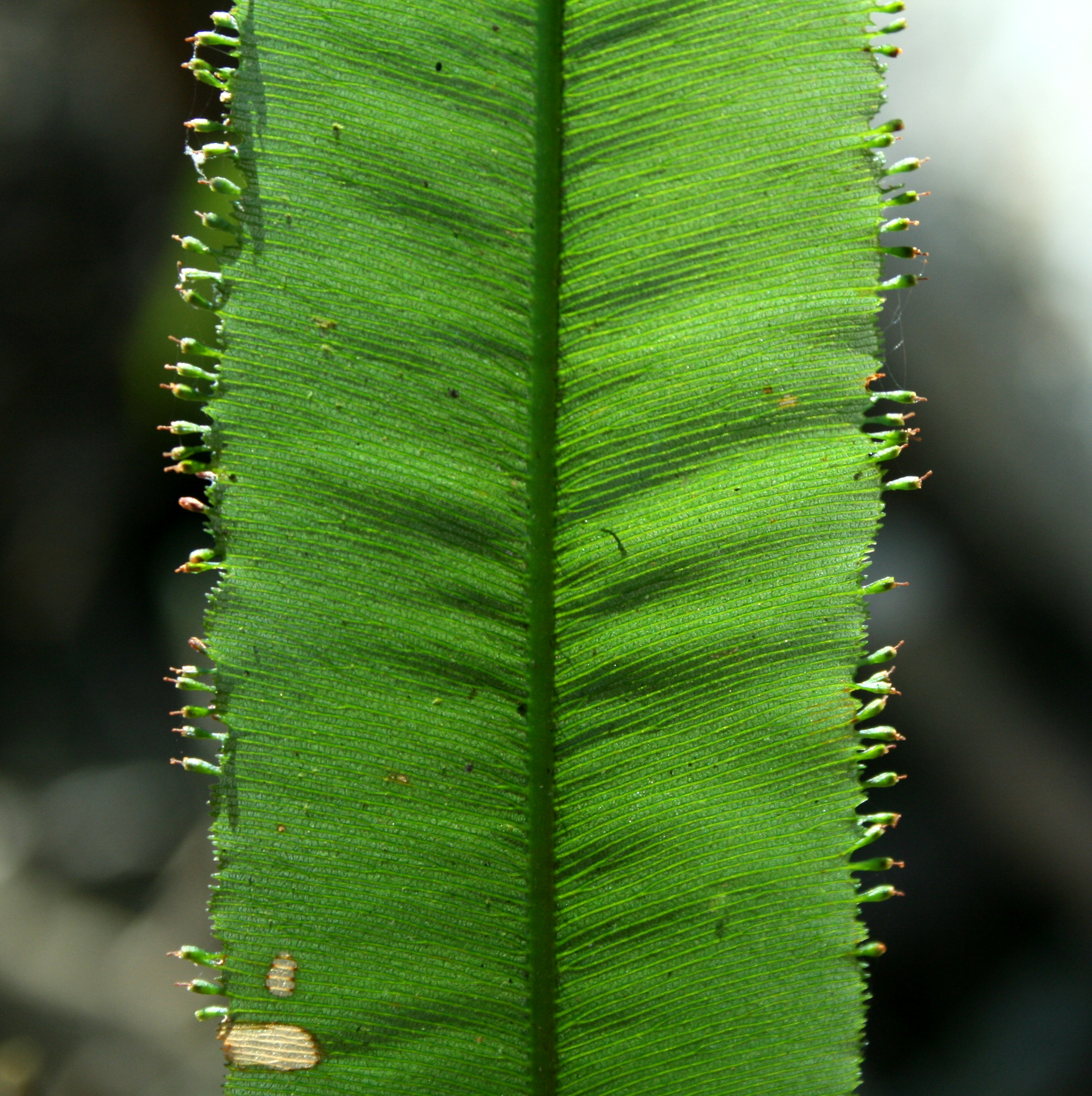
Detail listu vláskatce Trichomanes vittaria

## Rozšíření
Čeleď blánatcovité zahrnuje asi 600 druhů ve 2 rodech. Je rozšířena téměř po celém světě. Nejvíce druhů se vyskytuje ve vlhkých tropech a subtropech. V Evropě se vyskytují 2 druhy blánatce (Hymenophyllum) a vláskatec tajemný (Trichomanes speciosum). U nás se žádný zástupce ve stádiu sporofytu nevyskytuje, v roce 1993 však byl nalezen v Českosaském Švýcarsku v temných vlhkých štěrbinách pískovcových skal vláskovitý gametofyt vláskatce tajemného (Trichomanes speciosum) a vzbudil v botanickém světě senzaci. Za státní hranicí na německé straně roste i blánatec kentský (Hymenophyllum tunbrigense), u nás však nebyl dosud nikdy nalezen.

## Taxonomie
Řád blánatcotvaré (Hymenophyllales) je sesterskou větví řádu Gleicheniales a tvoří jednu z bazálních, vývojově nejstarších větví leptosporangiátních kapradin. Klasifikace rodů je velmi neustálená, při úzkém pojetí jich bývá rozlišováno až 40.

## Historie
Fosilní nálezy zástupců čeledi blánatcovité jsou vzhledem k jejich subtilní stavbě velmi sporadické. Nejstarší známé nálezy (Hopetedia praetermissa) jsou datovány do svrchního triasu a pocházejí ze Severní Karolíny v USA.

## Zástupci
- blánatec (Hymenophyllum)
- vláskatec (Trichomanes)

## Přehled rodů
Hymenophyllum, Trichomanes